# Cantón de Grancey-le-Château-Neuvelle
El cantón de Grancey-le-Château-Neuvelle era una división administrativa francesa, que estaba situada en el departamento de Côte-d'Or y la región de Borgoña.

## Composición
El cantón estaba formado por diez comunas:
- Avot
- Barjon
- Busserotte-et-Montenaille
- Bussières
- Courlon
- Cussey-les-Forges
- Fraignot-et-Vesvrotte
- Grancey-le-Château-Neuvelle
- Le Meix
- Salives

## Supresión del cantón de Grancey-le-Château-Neuvelle
En aplicación del Decreto n.º 2014-175 de 18 de febrero de 2014, el cantón de Grancey-le-Château-Neuvelle fue suprimido el 22 de marzo de 2015 y sus 10 comunas pasaron a formar parte del nuevo cantón de Is-sur-Tille.